# Provincia de Coastă
Provincia de Coastă (în engleză: Coast Province) este una dintre cele 9 unități administrativ-teritoriale de gradul I  ale Kenyei. Reședința sa este localitatea  Mombasa.